# Aleurodamaeidae
Aleurodamaeidae é uma família de ácaros pertencentes à ordem Sarcoptiformes.
Géneros:
- Aleurodamaeus Grandjean, 1954
- Austrodamaeus Balogh & Mahunka, 1981